# كولين أولمن فريناديز
كولين أولمن فريناديز (بالألمانية: Collien Ulmen-Fernandes)‏ هي مقدمة تلفزيونية وعارضة وممثلة ألمانية، ولدت في 26 سبتمبر 1981 في ألمانيا.

## وصلات خارجية
- كولين أولمن فريناديز على موقع IMDb (الإنجليزية)
- كولين أولمن فريناديز على موقع مونزينجر (الألمانية)
- كولين أولمن فريناديز على موقع ألو سيني (الفرنسية)
- كولين أولمن فريناديز على موقع أول موفي (الإنجليزية)
- كولين أولمن فريناديز على موقع قاعدة بيانات الفيلم (الإنجليزية)
- كولين أولمن فريناديز على موقع كينوبويسك (الروسية)